# Macaca
Macaca là một chi khỉ thuộc họ Khỉ cựu thế giới hay họ Khỉ đuôi dài (Cercopithecidae). Trong một số ngôn ngữ, các loài khỉ của chi này còn được viết là macaque (/[invalid input: 'icon']məˈkɑːk/).

## Mô tả
Ngoại trừ con người, khỉ Macaca là chi linh trưởng phân bổ rộng rãi nhất trên thế giới (nhất là vùng Đông Nam Á) với khu vực sinh sống kéo dài từ Nhật Bản tới Đông Nam Á, sang tận Afghanistan và, trong trường hợp của khỉ Barbary, ở Bắc Phi. Có 22 loài khỉ Macaca hiện đang được nhận diện, và chúng bao hàm một số loài khỉ phổ biến nhất đối với công chúng như khỉ nâu (Macaca mulatta) và khỉ Barbary (M. sylvanus), trong đó một quần thể sinh sống ở Núi Gibraltar. Mặc dù một số loài không có đuôi và được gọi là khỉ hình người, tất cả chúng là "khỉ" thật sự (chứ không phải vượn) và không có mối quan hệ huyết thống gần gũi hơn với khỉ hình người so với các loài khỉ Cựu thế giới khác.
Một số loài Macaca có ngón chân trỏ, giữa, áp út và út dính liền với nhau, gần như với tới khớp thứ nhất của khối xương bàn chân. Túi má của các loài khi Macaca có thể chứa đựng lượng thức ăn tương đương với sức chứa của dạ dày chúng.

### Tập tính tập thể
Khỉ Macaca có cấu trúc xã hội và cấp bậc rất phức tạp. Nếu như một con khỉ ở đẳng cấp thấp đang ăn một loại trái cây mà các con ở cấp cao hơn hiện không có hoặc không còn, con khỉ cấp cao hơn có thể giật phắt món ăn mà con khỉ cấp thấp đang thưởng thức.

## Trong khoa học
Một số loài khỉ Macaca được sử dùng rộng rãi trong các thí nghiệm khoa học, nhất là trong ngành khoa học thần kinh về lĩnh vực thị giác và hệ thống thị giác.
Phần lớn (73-100%) số khỉ Macaca được nuôi làm cảnh là các vật mang mầm bệnh không có triệu chứng của virus herpes B. Cụ thể virút này không gây hại cho khỉ nhưng có thể lây truyền và gây bệnh cho người, nhiều khi là bệnh nghiêm trọng, điều này khiến khỉ Macaca được đánh giá là không thích hợp để nuôi cảnh.
Một nghiên cứu của Đại học Toronto cho thấy những con khỉ Macaca làm xiếc ở đô thị cũng là vật mang của virút SFV (Simian foamy virus) một loại vi rút phiên mã ngược có họ hàng gần với HIV. Điều này phỏng đoán rằng chúng có liên quan tới việc lây truyền những vi rút tương tự từ loài khỉ này sang loài khỉ khác hay từ khỉ sang người.

## Các loài
Chi Macaca 
- Nhóm M. sylvanus
  - Macaca sylvanus
- Nhóm M. nemestrina
  - Macaca silenus

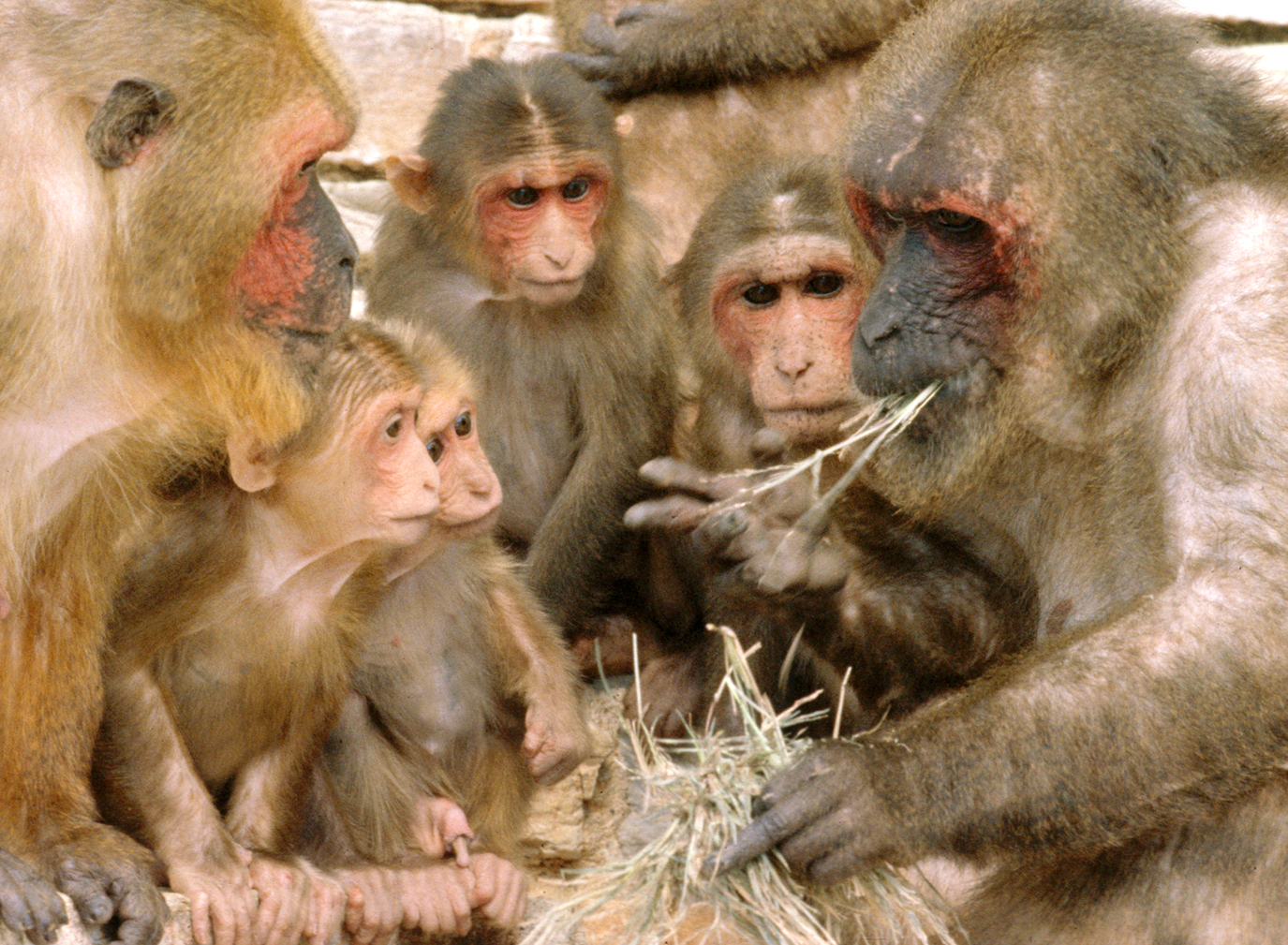
Khỉ cộc (Macaca arctoides)

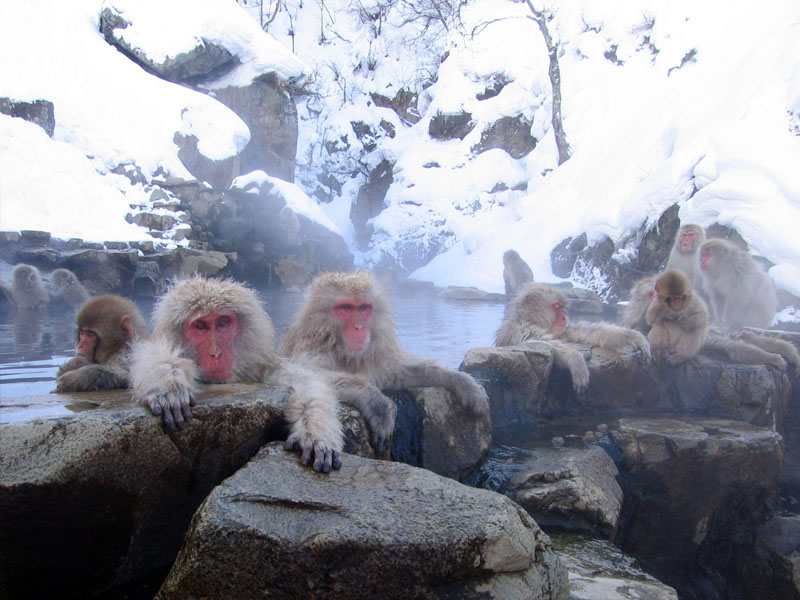
Khỉ nhật bản (M. fuscata)

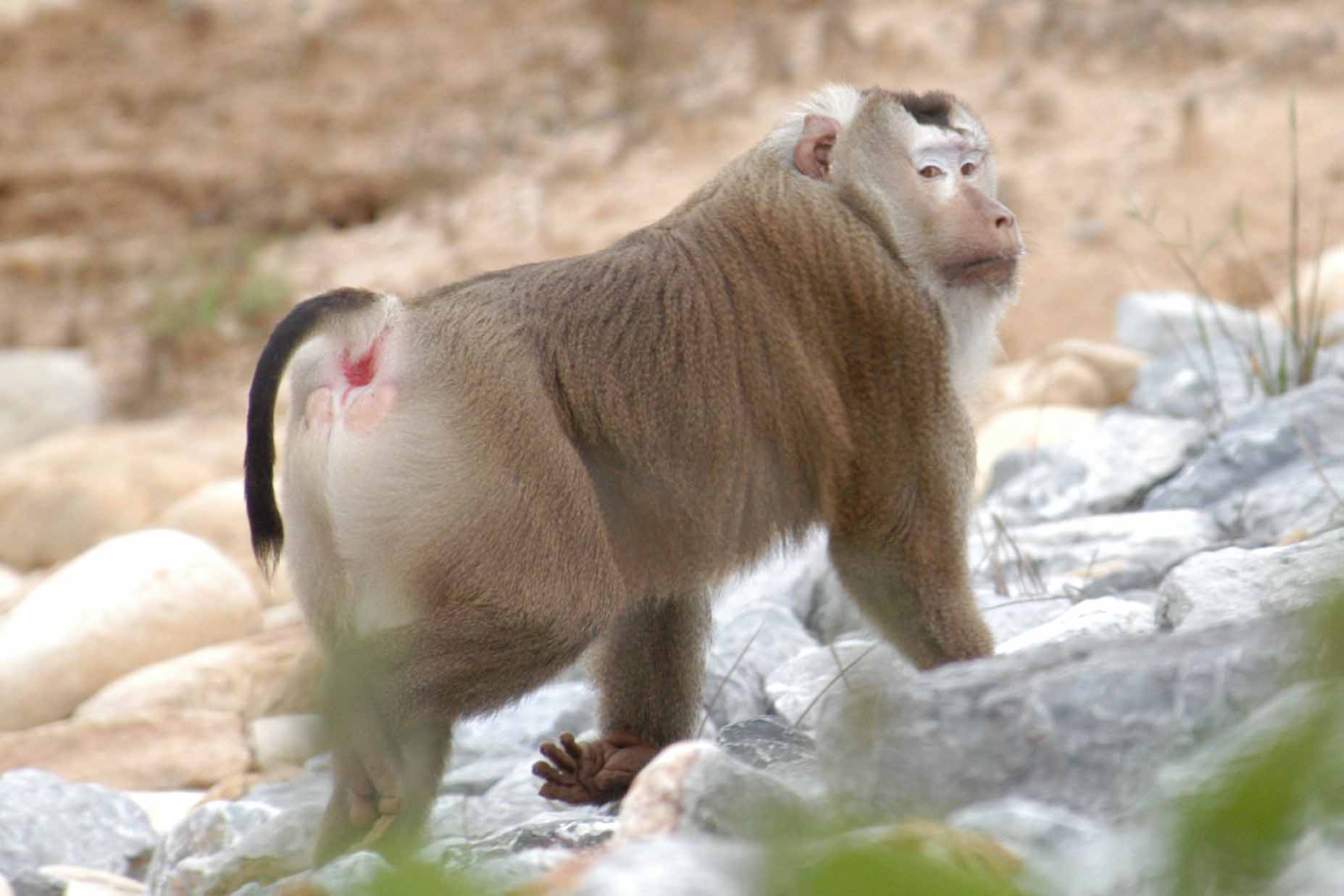
Khỉ đuôi lợn (M. nemestrina)

  - Khỉ đuôi lợn miền Nam, Macaca nemestrina
  - Khỉ đuôi lợn miền Bắc, Macaca leonina
  - Macaca pagensis
  - Siberut macaque, Macaca siberu
  - Moor macaque, Macaca maura
  - Booted macaque, Macaca ochreata
  - Tonkean macaque, Macaca tonkeana
  - Heck's macaque, Macaca hecki
  - Gorontalo macaque, Macaca nigriscens
  - Celebes crested macaque, Macaca nigra
- Nhóm M. fascicularis
  - Khỉ đuôi dài, Macaca fascicularis
  - Khỉ cộc, Macaca arctoides
- Nhóm M. mulatta
  - Khỉ vàng, Macaca mulatta
  - Formosan rock macaque, Macaca cyclopis
  - Japanese macaque, Macaca fuscata
- Nhóm M. sinica
  - Toque macaque, Macaca sinica
  - Bonnet macaque, Macaca radiata
  - Khỉ mốc, Macaca assamensis
  - Tibetan macaque, Macaca thibetana
  - Arunachal macaque, Macaca munzala

Các loài tiền sử (hóa thạch):
- Macaca anderssoni Schlosser, 1924
- M. jiangchuanensis Pan, 1992[9]
- M. libyca Stromer, 1920
- M. majori Schaub & Azzaroli in Comaschi Caria, 1969 (sometimes included in M. sylvanus)